# Magyar Elemér
Magyar Elemér, 1903-ig Deutsch (Újpest, 1881. szeptember 28. – Újpest, 1940) író, újságíró.

## Életútja
Deutsch Zsigmond (1851–1908) újpesti ékszerész, városi képviselő és Schwarz Izabella fiaként született. Tanulmányai befejezése után előbb a Magyar Szó belmunkatársa és kritikusa, majd a Pesti Hírlap munkatársa volt. Később a Neues Pester Journal tárcaírója lett. A kommunizmus alatt Bécsbe emigrált. 1935-ben sajtópert indított Janovics András ellen sajtó útján elkövetett hitelsértés címén Láthatatlan kaszárnya című regényének kritikája miatt.

## Művei
- Vágyak katonái
- Láthatatlan kaszárnya (regény, Budapest, Kosmos, 1935)